# کوپتوو (استان لوبلین)
کوپتوو (به لهستانی:  Kopytów) یک روستا در لهستان است که در گمینا کودنگ واقع شده‌است.